# Chuck Taylor All-Stars

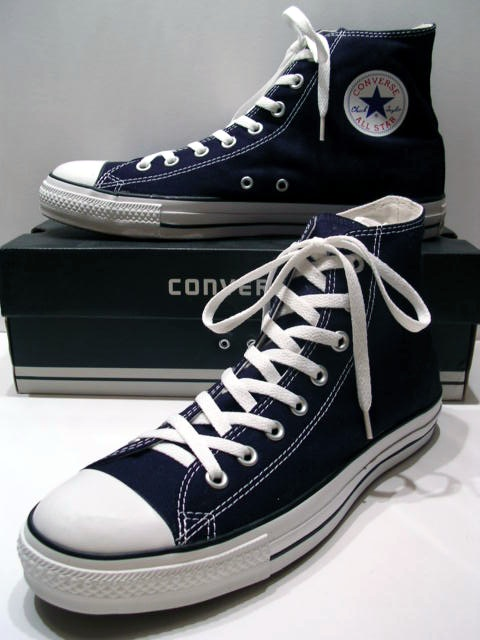
Chuck Taylor All-Stars

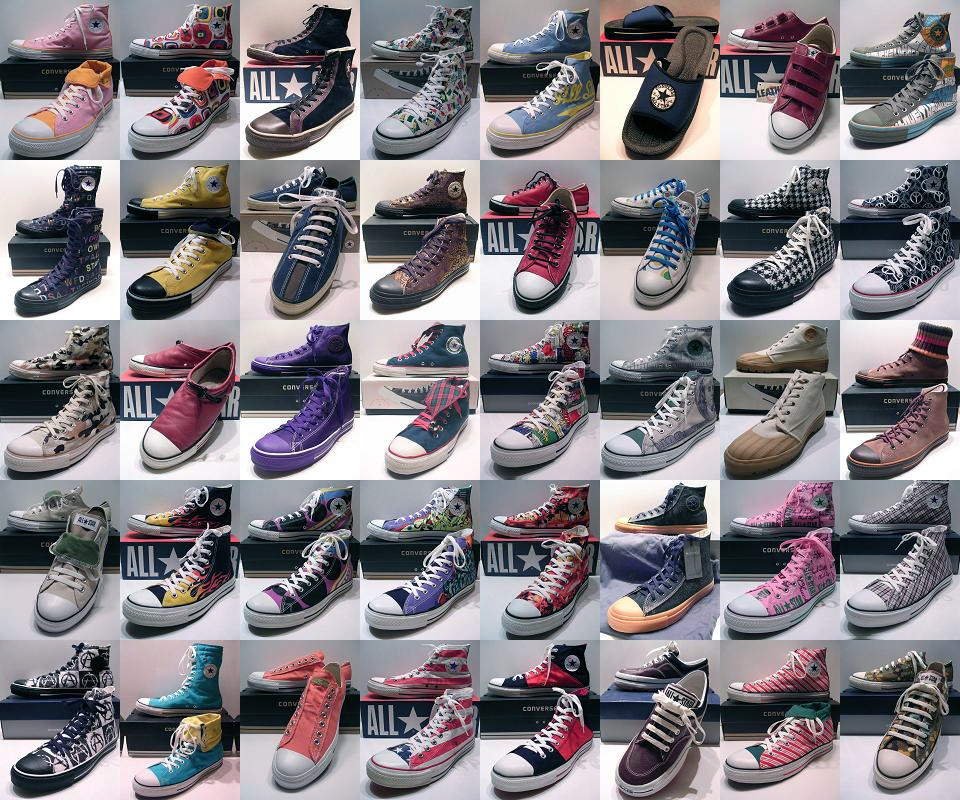
Diversi modelli di Converse, tra cui molte All-Star

Le Chuck Taylor All-Stars, o semplicemente All-Star, sono una linea di scarpe di tela e gomma prodotte dalla Converse. Furono prodotte per la prima volta nel 1917 come tentativo della Converse di entrare nel mercato delle scarpe per la pallacanestro. Diventarono molto popolari in seguito alla scelta del cestista statunitense Chuck Taylor di adottarle come sue calzature preferite. È per questo motivo che dopo alcune piccole modifiche nel 1932 la scarpa prese il nome attuale e le venne apposta la firma di Chuck Taylor. Per il resto della sua vita Chuck visse come ambasciatore del basket per la Converse, viaggiando attraverso tutta l'America, ispirando i giovani, insegnando il suo amore per il gioco.

## Storia
Furono le scarpe leader del basket fino agli anni settanta. Le calzarono migliaia di giocatori di ogni lega e nazionalità. Nell'NBA divennero celeberrime le All-Stars nere basse di Wilt Chamberlain.
Negli anni settanta e ottanta molti musicisti e cantanti di gruppi rock, heavy metal, hard rock, punk rock, ecc. indossarono abitualmente queste scarpe (ad es. Angus Young degli AC/DC, i membri dei Ramones,  Slash, chitarrista dei Guns N' Roses, ma anche Kurt Cobain, leader dei Nirvana nei primi anni novanta). Così negli anni queste scarpe persero la loro funzione principale di scarpe da basket, e si diffusero tra i giovani fans e il pubblico di massa.
Le All-Star sono rimaste popolari anche nel terzo millennio, anche grazie alla scelta dell'azienda di produrre numerosissime variazioni sul tema, cambiando colori, materiali e forma delle scarpe originali. Le All-Star sono oggi disponibili in tinta unita di moltissimi colori oppure con disegni di vario tipo, come frutta, fiori e svariate fantasie, oltre ad essere prodotte in pelle, velluto o panno in numerose versioni invernali.
Le Chuck Taylor All-Stars vengono indossate sempre da Chuck Bartowski protagonista della serie TV Chuck.